# Łęczyca
Łęczyca (udtale: [wɛnˈt͡ʂɨt͡sa], polsk: Królewskie Miasto Łęczyca; tysk: Lentschitza; Yiddish: לונטשיץ ) er en by og kommune (Gmina) i det centrale Polen. Den ligger i voivodskabet Łódźsk (Województwo łódzkie) og har 13.587(2021) indbyggere og et areal på 8,95 km². Den er administrationsby i powiat (amt) Łęczyca. Polens geografiske midtpunkt ligger i nærheden af Łęczyca.

## Historie
Łęczyca er en af de ældste polske byer, nævnt i det 12. århundrede. Den var stedet for det første registrerede møde i Sejm, det polske parlament, i 1180. I 1229, i perioden med fragmentering af Polen, blev det hovedstaden i Hertugdømmet Łęczyca, som i 1263 blev delt i to dele - Hertugdømmet Łęczyca og Hertugdømmet Sieradz. I begyndelsen af det 14. århundrede blev Łęczyca Voivodeship skabt med Łęczyca som hovedstad. Denne administrative enhed i Kongeriget Polen var en del af den større Storpolske provins for den polske krone og eksisterede indtil Polens partitioner i slutningen af det 18. århundrede. Det var en kongeby under Kongeriget Polens krone.
Łęczyca, som ligger i centrum af Polen, var i århundreder en af de vigtigste byer i landet. Den fik Magdeburg-rettigheder før 1267, og i 1331 plyndrede de Teutoniske Riddere byen under et af deres gentagne angreb i Polen. Et betydeligt antal bygninger blev brændt ned, herunder to kirker. Et par årtier senere tog Kasimir den Store initiativ til at bygge mure omkring byen og et Kongeligt Slot blev bygget sydøst for byen.